# Fayssac
Fayssac település Franciaországban, Tarn megyében. Lakosainak száma 359 fő (2022. január 1.). Fayssac Bernac, Cahuzac-sur-Vère, Cestayrols, Labastide-de-Lévis és Senouillac községekkel határos.

## Népesség
A település népességének változása:
| Lakosok száma | 340  | 343  | 359  | 347  | 349  | 357  | 364  | 365  | 359  |
|               | 2013 | 2015 | 2016 | 2017 | 2018 | 2019 | 2020 | 2021 | 2022 |